# Puchar UEFA (1977/1978)
Puchar UEFA 1977/1978 (ang. 1977–1978 UEFA Cup) – 7. edycja międzynarodowego klubowego turnieju piłki nożnej Puchar UEFA, zorganizowana przez Unię Europejskich Związków Piłkarskich w terminie 14 września 1977 – 9 maja 1978. W rozgrywkach zwyciężyła drużyna PSV Eindhoven.

## 1/32 finału
| Eintracht Frankfurt – Sliema Wanderers 5:0 i 0:0 1 13.09 1977 1:0 Nickel 19, 2:0 Wenzel 21, 3:0 Nickel 25, 4:0 Kraus 58, 5:0 Grabowski 78 2 28.09 1977 (mecz w Gzirze) |
| AZ '67 – Red Boys Differdange 11:1 i 5:0 1 14.09 1977 1:0 van Hanegem 5, 2:0 Arntz 12, 3:0 Nygaard 25, 4:0 Peters 39, 5:0 Peters 50, 6:0 Nygaard 51, 6:1 Christoph 54k, 7:1 Kist 58, 8:1 Peters 60, 9:1 Kist 61, 10:1 Peters 80, 11:1 Nygaard 88 2 27.09 1977 1:0 Kist 12, 2:0 Kist 21, 3:0 van Hanegem 33, 4:0 van Rijnsoever 54, 5:0 Kist 79 |
| Aston Villa – Fenerbahçe SK 4:0 i 2:0 1 14.09 1977 1:0 Gray 12, 2:0 Deehan 34, 3:0 Deehan 66, 4:0 Little 80 2 28.09 1977 1:0 Deehan 7, 2:0 Little 51 |
| FC Barcelona – Steaua Bukareszt 5:1 i 3:1 1 14.09 1977 1:0 Heredia 4, 2:0 Cruijff 5k, 3:0 Heredia 30, 4:0 Clares 63, 4:1 Dumitru 75, 5:1 Zuvina 82 2 28.09 1977 1:0 Cruijff 23, 1:1 Dumitru 35k, 2:1 Asensi 76, 3:1 Sánchez 90 |
| SEC Bastia – Sporting CP 3:2 i 2:1 1 14.09 1977 0:1 Jordão 42k, 1:1 Felix 50, 1:2 Ferguito 57, 2:2 Felix 75, 3:2 Felix 82 2 28.09 1977 0:1 Manuel Fernandes 73, 1:1 Rep 87, 2:1 Desvignes 89 |
| Bayern Monachium – Mjøndalen IF 8:0 i 4:0 1 14.09 1977 1:0 Oblak 16, 2:0 KH Rummenigge 36, 3:0 KH Rummenigge 40, 4:0 KH Rummenigge 46, 5:0 U. Hoeness 53, 6:0 G. Müller 57, 7:0 G. Müller 73, 8:0 G. Müller 81 2 28.09 1977 1:0 Rausch 17, 2:0 Gruber 52, 3:0 Kunkel 62, 4:0 Niedermayer 64 (mecz w Oslo)                                      |
| Boavista FC – S.S. Lazio 1:0 i 0:5 1 14.09 1977 1:0 Vítor Pereira 35 2 28.09 1977 0:1 Garlaschelli 7, 0:2 Giordano 13, 0:3 Garlaschelli 20, 0:4 Giordano 53, 0:5 Giordano 87 |
| Bohemian F.C. – Newcastle United 0:0 i 0:4 1 14.09 1977 2 28.09 1977 0:1 Cowling 17, 0:2 Thomas Craig 56, 0:3 Thomas Craig 64, 0:4 Cowling 79 |
| FC Carl Zeiss Jena – Altay SK 5:1 i 1:4 1 14.09 1977 0:1 Mustafa Denizli 24k, 1:1 Trocha 39, 2:1 Vogel 54k, 3:1 Töpfer 75, 4:1 Vogel 79, 5:1 Töpfer 88 2 28.09 1977 0:1 Mustafa Denizli 4, 0:2 Akif 37, 0:3 Mustafa Denizli 45, 1:3 Lindemann 52, 1:4 Muratman 68                                                                              |
| Dundee United – Kjøbenhavns Boldklub 1:0 i 0:3 1 14.09 1977 1:0 Sturrock 66 2 27.09 1977 0:1 Torsten Andersen 49, 0:2 Torsten Andersen 84, 0:3 Torsten Andersen 89 |
| AC Fiorentina – FC Schalke 04 0:3vo i 1:2 1 14.09 1977 2 28.09 1977 0:1 Abramczik 17, 0:2 H. Kremers 61, 1:2 Desolati 82 pierwszy mecz zakończył się remisem 0:0, jednak zweryfikowany został na walkower 0:3 z powodu udziału zawieszonego gracza (Gianfranco Casarsa) w drużynie Fiorentiny                                                  |
| Boldklubben Frem – Grasshopper Club Zürich 0:2 i 1:6 1 14.09 1977 0:1 Eisener 34, 0:2 Becker 39 2 28.09 1977 0:1 Meyer 7, 0:2 Becker 40, 1:2 Mikkelsen 45, 1:3 Eisener 57, 1:4 Meyer 70, 1:5 Ponte 82, 1:6 Ponte 83 |
| Glenavon F.C. – PSV Eindhoven 2:6 i 0:5 1 14.09 1977 1:0 Malone 9k, 1:1 van der Kuijlen 12, 1:2 Krijgh 26, 2:2 McDonald 31, 2:3 Deyckers 49, 2:4 Deacy 55, 2:5 Lubse 82, 2:6 van der Kuijlen 83 2 28.09 1977 0:1 Deyckers 28, 0:2 Lubse 37, 0:3 François 39, 0:4 Lubse 42, 0:5 Deyckers 53                                                     |
| Górnik Zabrze – FC Haka 5:3 i 0:0 1 14.09 1977 Gzil 18, 25, 47, Radecki 15, Wasilewski 46 – Jarzina s, A. Uimonen, Pirinen 2 28.09 1977 |
| Inter Mediolan – Dinamo Tbilisi 0:1 i 0:0 1 14.09 1977 0:1 Kipiani 78 2 28.09 1977 |
| Dynamo Kijów – Eintracht Brunszwik 1:1 i 0:0 1 14.09 1977 0:1 Frank 30, 1:1 Wieremiejew 36 2 28.09 1977 |
| Landskrona BoIS – Ipswich Town 0:1 i 0:5 1 14.09 1977 0:1 Whymark 33 2 28.09 1977 0:1 Whymark 14, 0:2 Whymark 33, 0:3 Mariner 38, 0:4 Whymark 39, 0:5 Whymark 52k |
| UD Las Palmas – FK Sloboda Tuzla 5:0 i 3:4 1 14.09 1977 1:0 Maciel 10, 2:0 Juani 22, 3:0 Morele 66, 4:0 Morete 78, 5:0 Maciel 80k 2 28.09 1977 1:0 Morete 15, 1:1 Gec 37, 2:1 Maciel 44, 2:2 Kovačević 50, 2:3 Kovačević 51, 2:4 Mulahasanović 66, 3:4 Morete 85                                                                               |
| RC Lens – Malmö FF 4:1 i 0:2 1 14.09 1977 1:0 Bosudira 5, 2:0 Françoise 20, 2:1 Sjöberg 34, 3:1 Djeballi 53, 4:1 Elie 72 2 28.09 1977 0:1 Servin 60, 0:2 Ljunberg 78 |
| LASK Linz – Újpest 3:2 i 0:7 1 14.09 1977 0:1 Töröcsik 1, 0:2 Töröcsik 15, 1:2 Köglberger 18, 1:3 Köglberger 48, 1:4 Vuckovic 62 2 28.09 1977 0:1 Fazekas 29, 0:2 A. Toth 52, 0:3 Töröcsik 62, 0:4 A. Toth 70, 0:5 Sarlos 72, 0:6 Fekete 83, 0:7 Fazekas 88                                                                                    |
| Odra Opole – 1. FC Magdeburg 1:2 i 1:1 1 14.09 1977 1:0 Decker 39s, 1:1 Sparwasser 59, 1:2 Sparwasser 65 2 28.09 1977 0:1 Streich 11, 1:1 Klose 38 |
| Olympiakos SFP – Dinamo Zagrzeb 3:1 i 1:5 1 14.09 1977 0:1 Zajec 30, 1:1 Karavitis 34, 2:1 Losanda 60, 3:1 Galakos 62 2 28.09 1977 0:1 Cerin 4, 0:2 Senzen 16, 1:2 Karavitis 37k, 1:3 Zajec 63k, 1:4 Cerin 65, 1:5 Bonić 81 |
| Manchester City – Widzew Łódź 2:2 i 0:0 1 14.09 1977 1:0 Barnes 10, 2:0 Channon 50, 2:1 Boniek 70, 2:2 Boniek 76k 2 28.09 1977 |
| Marek Stanke Dimitrow – Ferencvárosi TC3:0 i 0:2 1 14.09 1977 1:0 Pargow 18, 2:0 Petrow 33, 3:0 Petrow 73 2 28.09 1977 0:1 Pusztai 12, 0:2 Ebedli 33k |
| Rapid Wiedeń – Inter Bratysława 1:0 i 0:3 1 14.09 1977 1:0 Walzer 63 2 28.09 1977 0:1 Novotny 17, 0:2 Levicky 59, 0:3 Levicky 74 |
| RWD Molenbeek – Aberdeen F.C. 0:0 i 2:1 1 14.09 1977 2 28.09 1977 1:0 Gorez 46, 1:1 Jarvie 78, 2:1 Wellens 85 |
| Servette FC – Athletic Bilbao 1:0 i 0:2 1 14.09 1977 1:0 Barberis 26 2 28.09 1977 0:1 Ruiz Dani 58, 0:2 Amorrortu 70 |
| Standard Liège – Sparta Praga 1:0 i 2:3 1 14.09 1977 1:0 Nickel 80 2 28.09 1977 1:0 Nickel 14, 1:1 Vesely 36, 2:1 Sigurvirsson 46, 2:2 Novotny 53, 2:3 Nachtmann 78 |
| IK Start – Knattspyrnufélagið Fram 6:0 i 2:0 1 14.09 1977 1:0 Myhre 5, 2:0 Skuseth 9, 3:0 Haugen 25, 4:0 Haugen 27, 5:0 Mathisen 50k, 6:0 Mathisen 55 2 27.09 1977 1:0 Skuseth 27, 2:0 Ole Olsen 65 |
| ASA Târgu Mureș – AEK Ateny 1:0 i 0:3 1 14.09 1977 1:0 Fanici 81 2 28.09 1977 0:1 Papaioannou 24, 0:2 Viera 35, 0:3 Moussouris 44 |
| Torino Calcio – APOEL FC 3:0 i 1:1 1 14.09 1977 1:0 Pulici 14, 2:0 Pulici 40, 3:0 C. Sala 54 2 28.09 1977 0:1 Markou 20, 1:1 Garntano 76 |
| FC Zürich – CSKA Sofia 1:0 i 1:1 (dog) 1 14.09 1977 1:0 Risi 4 2 28.09 1977 0:1 Markow 32, 1:1 Cucinotta 105 |

## 1/16 finału
| AEK Ateny – Standard Liège 2:2 i 1:4 1 19.10 1977 0:1 Sigurvinsson 14, 0:2 Poul 42, 1:2 Mavros 57, 2:2 Nikoloudis 83 2 02.11 1977 0:1 Labarbe 41, 1:1 Ardizoglou 63, 1:2 Riedl 64, 1:3 Nickel 69, 1:4 Gorez 85                                            |
| AZ '67 – FC Barcelona 1:1 i 1:1 (dog), karne 4:5 1 19.10 1977 1:0 Nygaard 41, 1:1 Neeskens 46 2 02.11 1977 0:1 Rexach 32k, 1:1 Kist 72 |
| Aston Villa – Górnik Zabrze 2:0 i 1:1 1 19.10 1977 1:0 McNaught 11, 2:0 McNaught 54 2 02.11 1977 0:1 Marcinkowski 40, 1:1 Gray 52 |
| SEC Bastia – Newcastle United 2:1 i 3:1 1 19.10 1977 0:1 Cannell 7, Papi 50, Papi 89 2 02.11 1977 1:0 De Zerbi 3, 2:0 Rep 9, 2:1 Gowling 15, 3:1 Rep 67                                                                                                   |
| Bayern Monachium – Marek Stanke Dimitrow 3:0 i 0:2 1 19.10 1977 1:0 G. Müller 44, 2:0 KH Rummenigge 50, 3:0 KH Rummenigge 64 2 02.11 1977 0:1 Petrow 32, 0:2 Pargow 37                                                                                    |
| Inter Bratysława – Grasshopper Club Zürich 1:0 i 1:5 1 19.10 1977 1:0 Bauer 83s 2 02.11 1977 0:1 Eisener 3, 0:2 Eisener 35, 0:3 Ponte 40, 0:4 Sulser 60, 1:4 Jurkemik 75, 1:5 Hey 80                                                                      |
| Ipswich Town – UD Las Palmas 1:0 i 3:3 1 19.10 1977 1:0 Gates 23 2 02.11 1977 0:1 Morete 11, 1:1 Mariner 13, 2:1 Tibbott 28, 2:2 Morete 55, 3:2 Mariner 70, 3:3 Felix 78                                                                                  |
| Kjøbenhavns Boldklub – Dinamo Tbilisi 1:4 i 1:2 1 19.10 1977 0:1 Cziwadze 10, 0:2 Kipiani 25, 0:3 Czelebadze 75, 1:3 F. Laudrup 80, 1:4 Szengelija 81 2 02.11 1977 0:1 Kipiani 53, 0:2 Czelebadze 58, 1:2 Andersen 84                                     |
| S.S. Lazio – RC Lens 2:0 i 0:6 (dog) 1 19.10 1977 1:0 Wilson 30, 2:0 Giordano 31 2 02.11 1977 0:1 Six 45, 0:2 Six 57, 0:3 Bousdira 109, 0:4 Six 115, 0:5 Djebali 118, 0:6 Djebali 119                                                                     |
| 1. FC Magdeburg – FC Schalke 04 4:2 i 3:1 1 19.10 1977 1:0 Sparwasser 18, 2:0 Sparwasser 45, 2:1 Démange 51, 2:2 Abramczik 55, 3:2 Sparwasser 64, 4:2 Steinbach 76 2 02.11 1977 1:0 Pommerenke 15, 2:0 Steinbach 20, 3:0 Pommerenke 49, 3:1 E. Kremers 51 |
| RWD Molenbeek – FC Carl Zeiss Jena 1:1 i 1:1 (dog), karne 5:6 1 19.10 1977 1:0 Wellens 37, 1:1 Lindemann 41 2 02.11 1977 0:1 Lindemann 64k, 1:1 Alhinho 68                                                                                                |
| IK Start – Eintracht Brunszwik 1:0 i 0:4 1 19.10 1977 1:0 Helge Haugen 78 2 02.11 1977 0:1 Breitner 14, 0:2 Handschuh 47, 0:3 Hollmann 55, 0:4 Hollmann 79                                                                                                |
| Torino Calcio – Dinamo Zagrzeb 3:1 i 0:1 1 19.10 1977 1:0 Pulici 8, 2:0 P. Sala 26, 3:0 Pecci 49, 3:1 Bonić 58 2 02.11 1977 0:1 Senzen 24 |
| Újpest – Athletic Bilbao 2:0 i 0:3 (dog) 1 19.10 1977 1:0 Töröcsik 7, 2:0 Viczko 85 2 02.11 1977 0:1 Ruiz Dam 69, 0:2 Ruiz Dam 81, 0:3 Tirapu 107 |
| Widzew Łódź – PSV Eindhoven 3:5 i 0:1 1 19.10 1977 1:0 Rozborski 16, 1:1 Deyckers 25, 1:2 Deyckers 37, 1:3 Deyckers 55, 2:3 Kowenicki 65, 2:4 van der Kuijlen 72, 2:5 François 73, 3:5 Boniek 79 2 02.11 1977 0:1 Deyckers 70                             |
| FC Zürich – Eintracht Frankfurt 0:3 i 3:4 1 19.10 1977 0:1 Hölzenbein 28, 0:2 Wenzel 77, 0:3 Grabowski 90 2 02.11 1977 0:1 Kraus 1, 1:1 Risi 45k, 2:1 Risi 60, 2:2 Grabowski 62, 2:3 Stepanovic 68, 3:3 Risi 78, 3:4 Krobbach 87                          |

## 1/8 finału
| Aston Villa – Athletic Bilbao 2:0 i 1:1 1 23.11 1977 1:0 Iribar 34s, 2:0 Deehail 78 2 01.12 1977 1:0 Mortimer 44, 1:1 Ruiz Dani 85                                                               |
| SEC Bastia – Torino Calcio 2:1 i 3:2 1 23.11 1977 0:1 Pulid 24, 1:1 Papi 37, 2:1 Rep 63 2 01.12 1977 1:0 Larios 19, 1:1 Graziani 22, 1:2 Graziani 47, 2:2 Krimau 50, 3:2 Krimau 65               |
| FC Carl Zeiss Jena – Standard Liège 2:0 i 2:1 1 23.11 1977 1:0 Schnuphase 11, 2:0 Lindemann 75k 2 01.12 1977 1:0 Sengewald 37, 1:1 Nickel 75, 2:1 Weise 81                                       |
| Eintracht Frankfurt – Bayern Monachium 4:0 i 2:1 1 23.11 1977 1:0 Grabowski 23, 2:0 Hölzenbein 37, 3:0 Kraus 66, 4:0 Skala 67 2 01.12 1977 0:1 KH Rummenigge 2, 1:1 Wenzel 83, 2:1 Hölzenbein 86 |
| Ipswich Town – FC Barcelona 3:0 i 0:3 (dog), karne 1:3 1 23.11 1977 1:0 Gates 17, 2:0 Whymark 61, 3:0 Talbot 77 2 01.12 1977 0:1 Cruijff 20, 0:2 Cruijff 47, 0:3 Rexach 87k                      |
| 1. FC Magdeburg – RC Lens 4:0 i 0:2 1 23.11 1977 1:0 Zapf 4, 2:0 Pommerenke 35k, 3:0 Hoffmann 55, 4:0 Steinbach 65 2 01.12 1977 0:1 Bousdira 4, 0:2 Bousdira 46                                  |
| PSV Eindhoven – Eintracht Brunszwik 2:0 i 2:1 1 23.11 1977 1:0 Lubse 65, 2:0 van der Kuijlen 72 2 01.12 1977 1:0 van Kraay 33, 2:0 Deyckers 43, 2:1 Bruns 47                                     |
| Dinamo Tbilisi – Grasshopper Club Zürich 1:0 i 0:4 1 23.11 1977 1:0 Szengelija 20 2 01.12 1977 0:1 Sulser 4, 0:2 Ponte 46k, 0:3 Ponte 77, 0:4 Eisener 91                                         |

## 1/4 finału
| Aston Villa – FC Barcelona 2:2 i 1:2 1 01.03 1978 0:1 Cruijff 20, 0:2 Zuviria 80, 1:2 McNaught 87, 2:2 Deehan 89 2 15.03 1978 1:0 Little 57, 1:1 Migueli 67, 1:2 Asensi 77 |
| SEC Bastia – FC Carl Zeiss Jena 7:2 i 2:4 1 01.03 1978 1:0 Larios 3, 2:0 Papi 41, 3:0 Mariol 57, 3:1 Raab 62, 4:1 Félix 69, 4:2 Raab 71, 5:2 Félix 77, 6:2 Cazes 82, 7:2 Franceschetti 86 2 15.03 1978 0:1 Raab 21, 1:1 Papi 26, 1:2 Lindemann 33, 1:3 Vogel 53, 2:3 Krimau 64, 2:4 Töpfer 69k |
| 1. FC Magdeburg – PSV Eindhoven 1:0 i 2:4 1 01.03 1978 1:0 Streich 75 2 15.03 1978 1:0 Hoffmann 36, 1:1 Brandts 39, 1:2 Seguin 45s, 2:2 Pommerenke 71, 2:3 Brandts 72, 2:4 Lubse 89 |
| Eintracht Frankfurt – Grasshopper Club Zürich 3:2 i 0:1 1 01.03 1978 0:1 Bosco 36, 0:2 Ponte 52k, 1:2 Kraus 58, 2:2 Hölzenbein 68, 3:2 Hölzenbein 90k 2 14.03 1978 0:1 Ponte 33k |

## 1/2 finału
| Grasshopper Club Zürich – SEC Bastia 3:2 i 0:1 1 29.03 1978 0:1 Krimau 18, 1:1 Hermann 22, 2:1 Ponte 31k, 2:2 Papi 37k, 3:2 Montandon 54 2 12.04 1978 0:1 Papi 67     |
| PSV Eindhoven – FC Barcelona 3:0 i 1:3 1 29.03 1978 1:0 Olmo 9s, 2:0 Lubse 21, 3:0 Postuma 70 2 12.04 1978 0:1 Rexach 9k, 0:2 Fortes 19, 1:2 Deacy 47, 1:3 Rexach 66k |

## Finał
| SEC Bastia – PSV Eindhoven 0:0 i 0:3 |
| 26 kwietnia 1978 Bastia Stade Furiani (15 000) SEC Bastia – PSV Eindhoven 0:0 Sędzia: Dušan Aron Maksimović (Jugosławia) Sporting Club de Bastia (trener Pierre Cahuzac): Pierrick Hiard – André Burkhard, André Guesdon, Charles Orlanducci (kapitan), Jean-Louis Cazes, Claude Papi, Félix Lacuesta (56 François Félix), Jean-François Larios, Johnny Rep, Abdelkrim Merry Krimau, Yves Mariot Philips Sport Vereniging (trener Kees Rijvers): Jan van Beveren – Adrie van Kraay (kapitan), Kees Krijgh, Huub Stevens, Ernie Brandts, Jan Poortvliet, Willy van der Kuijlen, Willy van de Kerkhof, Gerrie Deijkers, René van de Kerkhof, Harry Lubse |
| 9 maja 1978 Eindhoven Philips Stadion (27 000) PSV Eindhoven – SEC Bastia 3:0 (1:0) Sędzia: Nicolae Rainea (Rumunia) Bramki: 1:0 Willy van de Kerkhof 24, 2:0 Gerrie Deijkers 67, 3:0 Willy van der Kuijlen 69 Philips Sport Vereniging (trener Kees Rijvers): Jan van Beveren – Kees Krijgh, Huub Stevens, Adrie van Kraay (kapitan, 79 Nick Deacy), Ernie Brandts, Willy van de Kerkhof, Jan Poortvliet, Willy van der Kuijlen, Harry Lubse, Gerrie Deijkers, René van de Kerkhof Sporting Club de Bastia (trener Pierre Cahuzac): Pierrick Hiard (75 Marc Weller) – Paul Marchioni, Charles Orlanducci (kapitan), André Guesdon, Jean-Louis Cazes, Félix Lacuesta, Jean-François Larios, Claude Papi, Johnny Rep, Abdelkrim Merry Krimau, Yves Mariot (67 Jean-Marie De Zerbi) |